# جلمود طيني

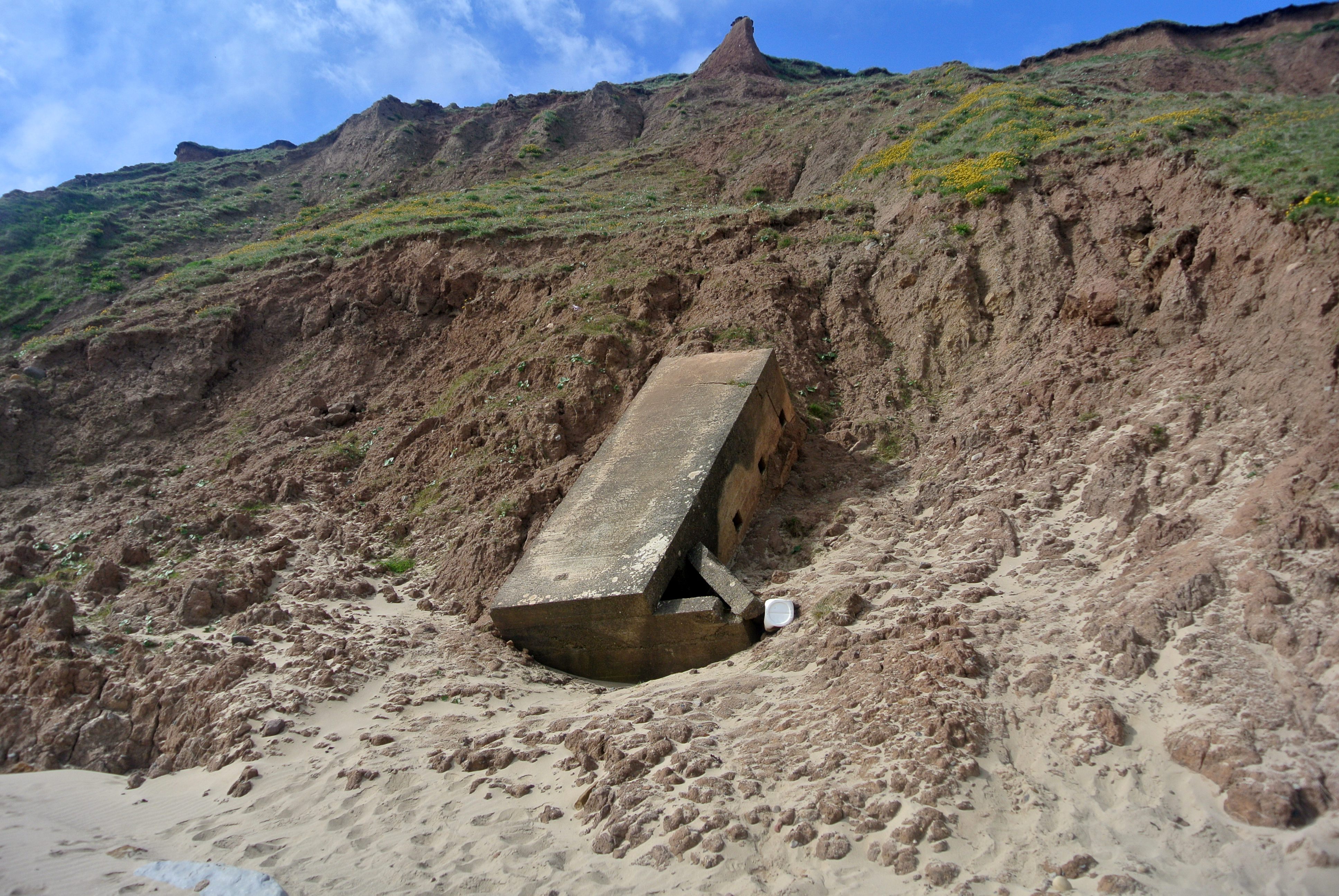

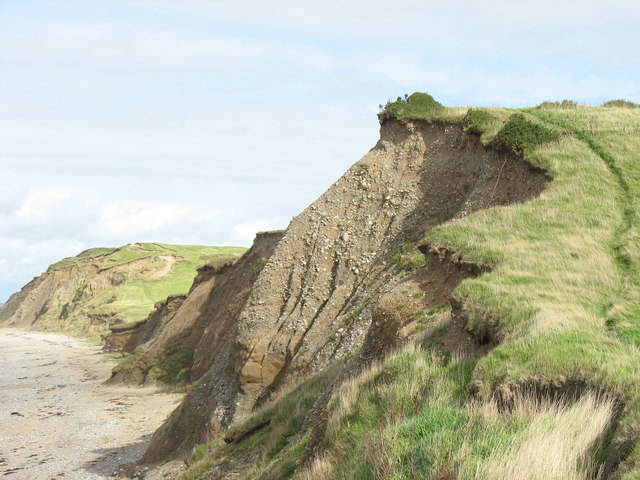

الجلمود الطيني هو تكتل غير مفرز من رواسب الصخر الفتاتي غير المنظم ويحتوي على حصى من مختلف الأحجام والأشكال والتركيبات الموزعة عشوائيًا في مصفوفة حبيبات دقيقة. تتكون المصفوفة الدقيقة الحبيبات من صلصال صلبأو مسحوق أو طحين صخري.